# Elizabeth (Nueva Jersey)
Elizabeth es una ciudad en el condado de Union, Nueva Jersey, Estados Unidos. Según el censo de 2000, la ciudad tenía una población total de 120.568 habitantes, siendo así la cuarta ciudad más poblada de Nueva Jersey. La población de Elizabeth fue de 124.969 habitantes según el Censo de 2010. La ciudad es la sede del condado de Union. Esta cuenta una alta presencia de Colombianos, cerca de 35.000 viven en esta representando el 28% de la población total.

## Historia
Elizabeth fue fundada en 1664 por colonos ingleses y debe su nombre a la esposa de Sir George Carteret, y no a la reina Isabel I (Elizabeth I) como mucha gente presupone. Originalmente llamada Elizabethtown, formaba parte del Elizabethtown Tract. Fue la primera comunidad de habla inglesa en la nueva colonia. También fue la primera capital de Nueva Jersey. Durante la Guerra de Independencia de los Estados Unidos, Elizabeth fue atacada constantemente por fuerzas británicas con base en Manhattan y Staten Island.
El 13 de marzo de 1855, Elizabeth se estableció como ciudad por medio de un acta de la Legislatura de Nueva Jersey. Dicha acta se emitió como consecuencia de los resultados de un referendo realizado el 27 de marzo de 1855, en el que los votantes abogaron por la unificación del Borough de Elizabeth (fundado en 1740) y del Municipio de Elizabeth (formado en 1693). El 19 de marzo de 1857, la ciudad pasó a formar parte del recientemente creado Condado de Union. Algunas partes de la ciudad fueron tomadas para formar el Linden (Nueva Jersey) el 4 de marzo de 1861.

La primera gran industria en venir a Elizabeth fue la Singer Sewing Machine Company y empleó a más de 2000 personas. En 1895, la ciudad albergó a una de las primeras compañías automovilísticas, cuando Electric Carriage and Wagon Company fue fundada para manufacturar el Electrobat. Más tarde, otra constructora de autos eléctricos abrió en la ciudad, Riker Electric Motor Company.

Durante muchos años, Elizabeth ha crecido de manera paralela a la cercana ciudad de Newark (Nueva Jersey), pero ha logrado mantener más población de clase media que su vecina.
La ciudad limita al suroeste con Linden, al oeste con Roselle y Roselle Park, al noroeste con Union y Hillside, al norte con Newark y al este con Staten Island.
Según la Oficina del Censo de los Estados Unidos, la ciudad tiene una extensión de 35,4 km², de los cuales 31,6 km² corresponden a tierra y 3,7 km² a agua (10,4%).

## Negocios e industria

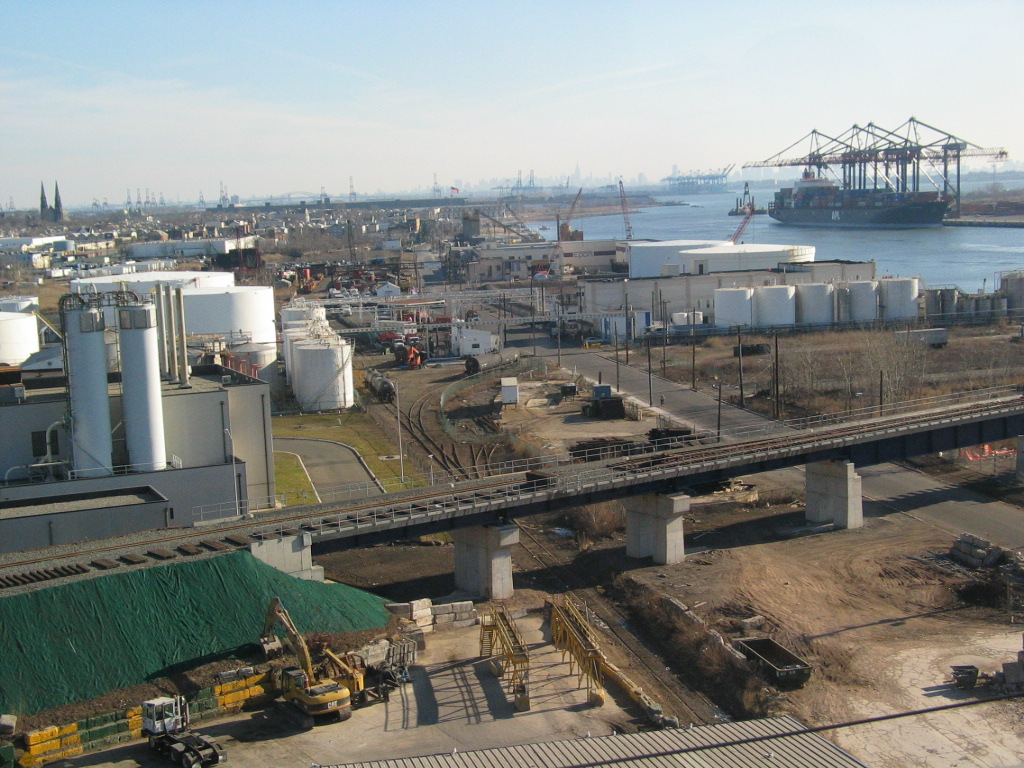
Parque industrial de Elizabeth.

Luego de la Segunda Guerra Mundial, Elizabeth ha visto crecer considerablemente sus instalaciones de transporte. La Terminal Marítima del Puerto de Newark-Elizabeth es una de las terminales con mayor actividad en el mundo, al igual que el Aeropuerto Internacional Libertad de Newark, parte del cual se encuentra en Elizabeth. En la ciudad se encuentra el outlet mall Jersey Gardens y una tienda IKEA, las cuales generan millones de dólares en ingresos.
Junto con Linden, Elizabeth alberga la Refinería Bayway, una facilidad de refinamiento de ConocoPhillips que proporciona productos derivados del petróleo al área de Nueva York y Nueva Jersey, produciendo 230.000 barriles por día aproximadamente.
Algunos sectores de la ciudad están cubiertos por una Zona Urbana de Empresas (UEZ, por sus siglas en inglés), la cual disminuye los impuestos de venta al 3.5% (la mitad del 7% que se cobra usualmente en todo el estado) y ofrece incentivos a los negocios que se encuentra en el área. La UEZ de Elizabeth tiene el mayor rango de participación en el estado, incluyendo aproximadamente 1000 negocios que participa y se benefician del programa. La UEZ ha ayudado a traer más de $1.500 millones para el desarrollo económico de la ciudad y ha generado más de $50 millones en impuestos de venta que han sido reinvertidos para financiar una policía adicional, carreteras y otras mejoras de infraestructura.

## Demografía
De acuerdo con el censo de 2000, había 120.568 personas, 40.482 hogares y 28.175 familias en la ciudad. La densidad de población era 3.809,5 hab/km². Había 42.838 viviendas para una densidad promedio de 1.353,5 por kilómetro cuadrado. De la población total, el 55,78% eran blancos, el 19,98% afroamericanos, el 0,48% amerindios, el 2,35% asiáticos, el 0,05% isleños del Pacífico, el 15,51% de otras razas y el 5,86% de dos o más razas. El 49,46% de la población eran hispanos o latinos de cualquier raza.
Se contaron 40.482 hogares, de los cuales el 36.6% tenían niños menores de 18 años, el 42,9% eran parejas casadas viviendo juntos, el 19,1% tenían una mujer como cabeza del hogar sin marido presente y el 30,4% eran hogares no familiares. El 24,6% de los hogares contaban con un solo miembro y el 8,4% tenían a alguien mayor de 65 años viviendo solo. La cantidad de miembros promedio por hogar era de 2,91 y el tamaño promedio de familia era de 3,45.
En la ciudad la población está distribuida de la siguiente manera: el 26,3% son menores de 18 años; el 10,8% se sitúan entre 18 y 24 años; el 33,7% tienen entre 25 y 44 años; el 19,3%, entre 45 y 64; y el 10,0% tenían 65 o más años. La edad media era de 33 años. Por cada 100 mujeres había 98,0 varones. Por cada 100 mujeres mayores de 18 años, había 96,1 varones.
El ingreso medio para un hogar en la ciudad fue de 35.175 dólares y el ingreso medio para una familia era de 38.370 dólares. Los hombres tuvieron un ingreso promedio de 30.757 dólares frente a los 23.931 dólares de las mujeres. El ingreso per cápita de la ciudad fue de 15.114 dólares. Cerca del 15,6% de las familias y del 17,8% de la población estaban por debajo de la línea de pobreza, 22,2% de los cuales eran menores de 18 años y 17,2% mayores de 65.

## Distritos
- Midtown, también conocido como Uptown, es el principal distrito comercial. También es un barrio histórico, en el que se ubican la Primera Iglesia Presbiteriana de Elizabeth y la Iglesia Episcopal St. John. La Primera Iglesia Presbiteriana fue un campo de batalla durante la Revolución Americana. Aquí se ubican también la Torre Hersh (de diseño art decó) y el Teatro Ritz, que funciona desde 1926.
- Elizabeth Avenue/Union Square es un vecindario principalmente hispano, que se encuentra al este de Midtown. Aunque aún hay predominio de negocios cubanos, existen otros grupos hispanos como centro y sudamericanos. También existen algunos negocios italianos, muchos de los cuales han existido durante décadas. El comercio del vecindario se centra en la Elizabeth Avenue, apodada como "The Market" (El mercado). El español es el idioma dominante. Desafortunadamente, el área es vista como un lugar peligroso, debido a la cantidad de mendigos y ladrones que acechan la zona, además de que contiene puntos que han sido relacionados con el narcotráfico.
- North Elizabeth, también conocido como "North End", es principalmente un vecindario de clase trabajadora. Morris Avenue alberga muchas tiendas y restaurantes colombianos y algunas veces es llamada "Little Colombia." Muchos colombianos se refieren a Morris Avenue como La Morris.
- Westminster es una de las áreas más acaudaladas e históricas de Elizabeth, localizada entre North Avenue y el límite de la ciudad con Hillside. Aquí se ubica el hogar del senador Raymond Lesniak (D) y varias de las mansiones más grandes de la ciudad.
- Elizabethport ("The Port"): a pesar de que ha sido una de las áreas más empobrecidas de Elizabeth durante décadas, ha habido un gran progreso durante los últimos años. Muchas de las viviendas han sido remodeladas o reemplazadas por construcciones más nuevas y agradables a la vista. Anteriormente, existían proyectos de vivienda junto a First Street, que fueron demolidos y reemplazados con atractivos condominios para personas con ingresos bajos y moderados. La Marina de Elizabeth, que en el pasado se encontraba llena de basura y desechos al lado de la acera, ha sido mejorada y ahora se organizan en ella muchas celebraciones, desde un festival hispano a finales de primavera hasta la iluminación de un árbol de Navidad en el invierno. Las condiciones de vida en la zona continúan mejorando año tras año. La población es principalmente afroamericana, puertorriqueña, dominicana, cubana y portuguesa. Históricamente había una comunidad lituana y todavía permanece en el vecindario una Iglesia católica lituana. Sin embargo, "The Port" fue largamente irlandés desde finales de los años 1800 hasta la Segunda Guerra Mundial. La mayor iglesia en Elizabeth es la Iglesia de San Patricio en Elizabethport, construida por irlandeses luego de su llegada. El templo todavía permanece en hermosas condiciones.
- Elmora es un vecindario de clase media trabajadora en la parte oeste de Elizabeth. Es hogar de muchos colombianos y judíos. También alberga varios restaurantes Cashrut y colombianos. En Elmora Avenue, la calle principal, se puede encontrar una tienda gourmet Goodman, muy popular a escala local.
- Elmora Hills es la parte noroeste de Elizabeth, justo al norte de Elmora. Es un vecindario de clase media-alta predominantemente. Aproximadamente el 65% de su población es blanca. El área posee una gran población judía.
- Peterstown, también conocido como The Burg, es un vecindario de clase media trabajadora, ubicado en la parte sureste de la ciudad. Es altamente industrial y étnicamente diverso. Peterstown estaba ocupado principalmente por nuevos inmigrantes italianos y por sus descendientes, pero su número ha disminuido en la actualidad. El extremo oeste del puente Goethals, que cruza Arthur Kill y conecta la ciudad con Staten Island, se encuentra en Peterstown.

## Gobierno

### Gobierno local
La Ciudad de Elizabeth se gobierna mediante un sistema de gobierno municipal Alcalde-Concejo bajo el Acta Faulkner. El alcalde de la ciudad, J. Christian Bollwage, cumple con su cuarto período como alcalde.

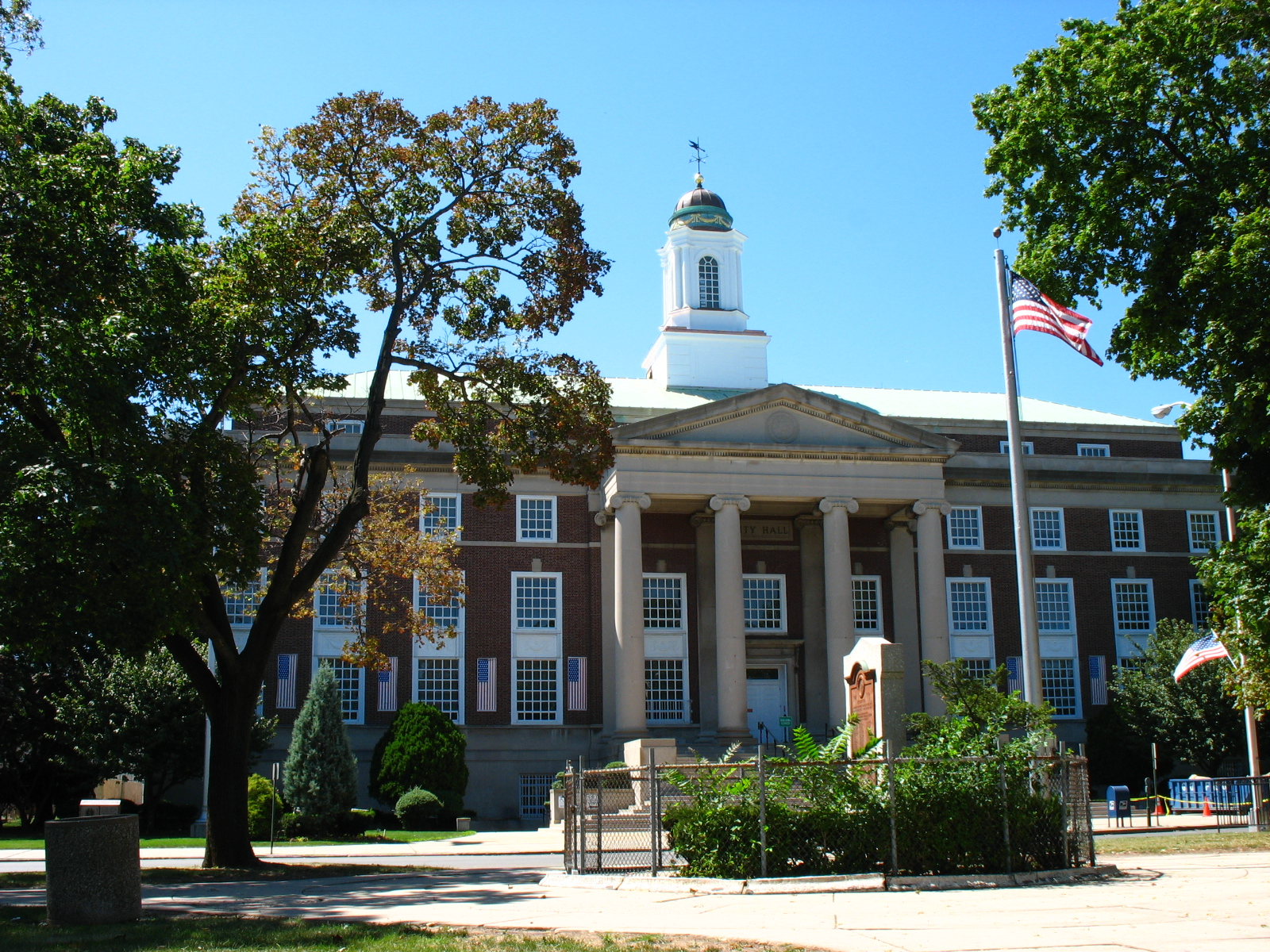
Ayuntamiento de Elizabeth.

El Concejo de la Ciudad de Elizabeth está formado por nueve miembros. Tres miembros son elegidos por acumulación y los otros seis son elegidos por cada uno de los seis barrios de la ciudad. Los actuales concejales elegidos por acumulación son Frank Cuesta, Edward Jackus y Patricia Perkins-Auguste. Los concejales elegidos por cada barrio son: Manny Grova, Jr. (Primer Barrio); Nelson González (Segundo Barrio); Joseph Keenan (Tercer Barrio); Carlos Cedeño (Cuarto Barrio); William Gallman, Jr. (Presidente del Concejo, Quinto Barrio); y Frank Mazza (Sexto Barrio).

### Representación federal, estatal y en el condado
La Ciudad de Elizabeth está dividida entre el 10º y 13º Distrito Representativo y es parte del 20º Distrito Legislativo de Nueva Jersey.
El Décimo Distrito Representativo de Nueva Jersey, el cual cubre porciones del Condado de Essex, Condado de Hudson y del Condado de Union, es representado por Donald M. Payne (D, Newark). El Décimo Tercer Distrito Representativo de Nueva Jersey, que cubre porciones del Condado de Essex, Condado de Hudson, Condado de Middlesex y del Condado de Union, es representado por Albio Sires (D, West New York, quien ganó el asiento en una elección especial el 7 de noviembre de 2006, para llenar el puesto que se encontraba vacante desde el 16 de enero de 2006. El asiento solía estar representado por Robert Menendez (D), quien fue elegido para el Senado de los Estados Unidos, para llenar el puesto del ahora Gobernador de Nueva Jersey Jon Corzine. Nueva Jersey es representada en el Senado por Frank Lautenberg (D, Cliffside Park) y Bob Menendez (D, Hoboken). 
El 20º Distrito Legislativo de Nueva Jersey es representado en el Senado Estatal por Raymond Lesniak (D, Union) y en la Asamblea General de Nueva Jersey por Neil M. Cohen (D, Union) y Joseph Cryan (D, Union).
El condado de Union es gobernado por una Board of Chosen Freeholders de nueve miembros. Para enero de 2007, los Freeholders del condado de Union eran: Bette Jane Kowalski (Presidenta), Angel G. Estrada (Vicepresidente), Chester Holmes, Adrian O. Mapp, Alexander Mirabella, Rick Proctor, Deborah P. Scanlon, Daniel P. Sullivan y Nancy Ward.

## Educación
Las escuelas públicas de la ciudad son operadas por las Escuelas Públicas de Elizabeth, un distrito Abbott. La Escuela Secundaria de Elizabeth es la más grande del estado y una de las más grandes en los Estados Unidos. La Escuela Secundaria Femenina Bruriah, (en inglés estadounidense: Bruriah High School for Girls), es una academia femenina judía.

## Transporte

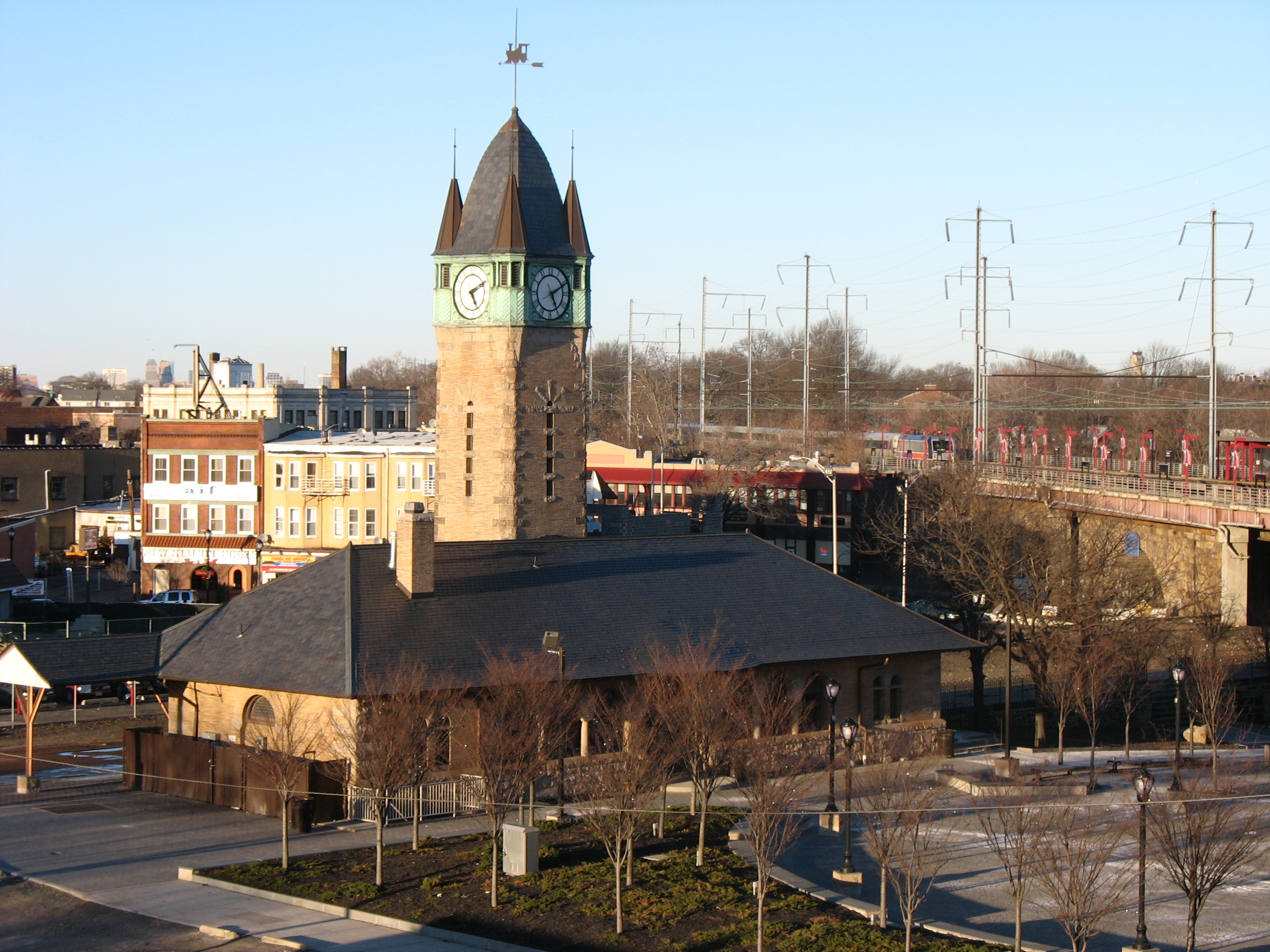
Estación de tren Broad Street de Elizabeth.

Elizabeth es un puerto para varias carreteras importantes, incluyendo la New Jersey Turnpike/Interstate 95, Interstate 78, U.S. Route 1/9, U.S. Route 22, New Jersey Route 27, New Jersey Route 28, New Jersey Route 82 y New Jersey Route 439.
Elizabeth tiene dos estaciones de tren, la North Jersey Coast Line y Northeast Corridor Line de New Jersey Transit. La estación Elizabeth, también llamada estación Broad Street Elizabeth o estación Midtwon, se encuentra en la parte sur de Midtown. La otra estación en Elizabeth es la estación North Elizabeth.
New Jersey Transit planea construir un segmento de la Newark-Elizabeth Rail Link (NERL), llamado Union County Light Rail (UCLR). UCLR conectaría la estación Elizabeth con el Aeropuerto Internacional Libertad de Newark y tendría siete u ocho estaciones en medio dentro de los límites de la ciudad de Elizabeth. Una posible extensión de esta futura línea a Plainfield (Nueva Jersey) uniría la ciudad con la Raritan Valley Line.